# HC Topoľčany
HC Topoľčany – słowacki klub hokejowy z siedzibą w Topolczanach.

## Dotychczasowe nazwy
- 1932 – AC Juventus Topoľčany
- 1935 – ŠK Topoľčany
- 1939 – TS Topoľčany
- 1949 – TJ Sokol NV Topoľčany
- 1953 – TJ Spartak Kablo Topoľčany
- 1964 – TS Topoľčany
- 1984 – TJ Slovan OSCR Topoľčany
- 1990 – HC Topoľčany
- 1993 – HC VTJ Topoľčany
- 1995 – HC VTJ Telvis Topoľčany
- 2006 – HC Topoľčany

## Sukcesy
- Mistrzostwo 2. ligi słowackiej: 1980
- Wicemistrzostwo 1. ligi słowackiej: 2005

## Zawodnicy
Wychowankami klubu są m.in. Ľubomír Višňovský, Andrej Kollár, Miroslav Šatan, Jozef Mihálik, Ondrej Lauko oraz Roman Guričan, Martin Petrina, bracia Ľubomír i Peter Hurtaj.